# 毛被黄堇
毛被黄堇（学名：Corydalis hebephylla），为罂粟科紫堇属下的一个种。

## 扩展阅读
維基物種上的相關：毛被黄堇